# Élise de Perthuis

Frédéric Chopin, Klaviersonate h-Moll op. 58, Titelblatt der Erstausgabe, 1845, mit der Widmung „à Madame la Comtesse E. de Perthuis“

Comtesse Élise de Perthuis de Laillevault (geb. Elisabeth Auguste Sophie Caroline von Grote; * 16. Dezember 1800 in Hannover; † 3. Februar 1880 in Paris) war eine Pariser Salonnière und enge Freundin von Frédéric Chopin sowie Mäzenatin zahlreicher Künstler.

## Leben
Ihre Eltern waren Georg von Grote, Reichsfreiherr von Schauen (1764–1850), königlich-hannoverscher geheimer Legationsrat, und Gräfin Louise von Oeynhausen (1771–1823), die am 29. Mai 1792 geheiratet hatten. Ab 1816 lebte Grote mit seiner Familie mehrere Jahre in Paris, wo Élise 1819 den Oberst Graf Léon-Amable de Perthuis de Laillevault (* 9. März 1795 in Auxerre; † 3. April 1877 in Caen) heiratete, den späteren Ersten Adjutanten von König Louis-Philippe I.
Durch ihre Heirat wurde sie zu einer der mächtigsten und – namentlich in Künstlerkreisen – einflussreichsten Frauen in Paris. Die gebürtige Deutsche unterhielt in ihrer Wohnung, 12 Rue d’Astorg, einen Salon, in dem zahlreiche Künstler und Literaten verkehrten, darunter Felix Mendelssohn Bartholdy, der sich vom 9. Dezember 1831 bis zum 20. April 1832 längere Zeit in Paris aufhielt. Amable de Perthuis, der im März nach Berlin reiste, nahm sogar einen Brief Mendelssohns mit. Élise de Perthuis veranstaltete bei sich regelrechte Konzerte, wie ein Brief illustriert, den Clara Wieck am 4. April 1839 an ihren Verlobten Robert Schumann schrieb:

„Das ahntest Du wohl nicht, daß ich heute um 2 Uhr noch am Clavier saß und Deinen Carnaval spielte? – Ich war bei einer Gräfin Perthuis und die Kenner waren noch Alle geblieben, und ich spielte denn da das Meiste aus Deinem Carnaval, dann von Chopin, von mir, Scarlatti etc. Gestern machte ich wirkliches Furore.“

In ihrem Tagebuch hielt die 19-jährige Pianistin noch vier weitere Begegnungen mit Élise und Amable de Perthuis fest: am 10. April, am 8. Mai, am 28. Mai und am 29. Mai 1839.
Mehrfach vermittelte die Gräfin jungen Musikern auch wichtige Kontakte zum Königshaus. Von vergleichbarer Bedeutung für die Pariser Kunstwelt dieser Zeit war der Salon von Marie d’Agoult, die Elise de Perthuis in ihren Briefen mehrfach erwähnt, sowie von George Sand.

## Freundschaft mit Frédéric Chopin
1836 widmete Frédéric Chopin ihrem Gatten seine Vier Mazurken op. 24. Darüber hinaus erhielt er 1837 eine Abschrift des As-Dur-Prélude op. 28 Nr. 17. Das geht aus einem Brief hervor, den Chopin an seinen Freund Julian Fontana richtete: „Si tu peux, je te demanderai de me copier le Prélude en la bémol, car je voudrais le donner à Perthuis“ (Wenn Du kannst, so würde ich Dich bitten, mir das Prélude in As zu kopieren, denn ich will es Perthuis geben).
Durch ihre Vermittlung spielte Chopin am 30. Oktober 1839 gemeinsam mit Ignaz Moscheles erstmals vor der Königsfamilie in deren Schloss Saint-Cloud im Südwesten von Paris. Moscheles notierte in seinem Tagebuch: „Um 9 Uhr fuhren Chopin und ich, von P. und seiner liebenswürdigen Frau abgeholt, bei den stärksten Regengüssen hinaus“. Das Konzert war insbesondere für Chopin ein großer Erfolg.
Als Dank für ihre zahlreichen Freundschaftsdienste widmete Chopin ihr schließlich seine 1844 entstandene Klaviersonate h-Moll op. 58, eine seiner bedeutendsten Kompositionen und eines der zentralen Werke der Romantik. Die erste nachweisbare Aufführung fand am 23. Dezember 1845 „zum Diner bei den Perthuis“ statt, wie Chopin in einem Brief an seine Eltern schreibt. Weiter ist am 19. April 1847 von einem „Abend bei den Perthuis“ die Rede.
1848, zu Beginn der Februarrevolution, floh sie mit ihrem Mann und dem gestürzten König zunächst nach Honfleur, einer Kleinstadt an der Mündung der Seine in den Ärmelkanal, wo Perthuis ein Landhaus besaß. Abschließend begleiteten beide Louis-Philippe bis nach England, nach Claremont House südlich von Esher, Grafschaft Surrey, wo der König die letzten Jahre im Exil verbrachte. Chopin besuchte das Ehepaar Perthuis dort im April 1848 auf einer Reise nach London. Später kehrten sie nach Paris zurück.

## Heinrich Börnstein und Julius Stern
Besonders fürsorglich erwies sich Élise de Perthuis, als im Frühjahr 1842 eine deutsche Operngesellschaft um Heinrich Börnstein in Paris in finanzielle Schwierigkeiten geriet. Zunächst konnte die Truppe am 26. Juni in Neuilly ein Konzert vor dem König geben. Wieder zu Hause, fand Börnstein dann noch „ein Billet von der Gräfin Perthuis, worin sie mich ersuchte, sie sobald als möglich in ihrer Wohnung, 12 Rue d’Astorg, zu besuchen, da sie mir manches mitzutheilen habe“. Weiter schreibt er:

„Gräfin Perthuis, die Gemahlin des ersten Adjutanten des Königs, eine geborene Deutsche und sehr geistreiche Frau, entschuldigte sich mit französischer Artigkeit, daß sie mich zu sich bemüht habe, aber sie glaube mir einige Andeutungen geben zu können, die von Nutzen für den Zweck meiner wohlthätigen Mission sein dürften. Wir würden, meinte sie, nachdem wir beim Könige gesungen, zuversichtlich Einladungen von den ersten aristokratischen Häusern zur Mitwirkung in Gartenfesten, Privatconcerten, Matinées u.s.w. erhalten, und sie gab mir Fingerzeige, wie ich mich in solchen Fällen zu verhalten, welche Häuser ich besonders zu bevorzugen habe und noch Vieles an Details und Aufschlüssen über Lokalverhältnisse, die für den, auf dem Boden des höheren Pariser Gesellschaftslebens ganz Fremden von größtem Nutzen waren.“

Durch ihre Vermittlung erhielt Börnsteins Truppe in den nächsten Tagen tatsächlich „von allen Seiten“ Einladungen zu Konzerten.
Im Frühjahr 1844 leitete der Berliner Musiker Julius Stern die musikalischen Soireen bei den Perthuis.

## Porträts
Élise de Perthuis ist mehrfach von Henri Lehmann porträtiert worden. Das erste Porträt wurde 1835 im Salon de Paris ausgestellt und ist zumindest als Abbildung erhalten. Später entstand ein zweites Porträt, über das der Maler am 2. Mai 1841 aus Rom an die befreundete Gräfin Marie d’Agoult schrieb: „Madame de Perth[uis] est mourante, lorsque je fis son premier portrait, on me force à l’exposer. – J’en fais un second, qui a grand succès chez elle, on demande l’adresse et le prix du peintre, – et je suis à Rome.“ Dieses zweite, verschollene Porträt, von dem auch keine Abbildung bekannt ist, wurde im Salon de Paris 1842 ausgestellt. Ein Kritiker beschrieb es wie folgt:

„Das Porträt der Gräfin Perthuis von H. Lehmann, in der Carnation ohne Leben, im Formenverständniß schwach, in der Auffassung ohne Schärfe; aber in der Stellung von bequemer Ruhe, in der Haltung von einem gewissen Anstande; das violettne Kleid ist mit vielem Sinn für Harmonie gewählt, das Ganze in einer angenehm kühlen Farbenleiter gut durchgeführt und von anziehender Wirkung.“

## Orient-Reise
In den Jahren 1853 bis 1862 unternahm Élise de Perthuis mehrere ausgedehnte Reisen durch den Orient, speziell nach Syrien und in den Libanon, wo ihr Sohn Edmond zu dieser Zeit lebte. Sie führte auf diesen Reisen detaillierte Tagebücher, die wertvolles Material zur Geschichte der beiden Länder enthalten. 2007 sind sie erstmals im Druck erschien.

## Nachkommen
Élise und Amable de Perthuis hatten vier Kinder:
- Léon IV Hector Louis, comte de Perthuis de Laillevault, troisième baron de Moulins Pont Marquis (* 13. August 1820 in Schaüen; † 19. Februar 1906 in Montjalin)
- Edmond Eduard Charles Marie Ernest de Perthuis de Laillevault (* 20. April 1822 in Hannover; † 12. Mai 1904 in Cannes),
- Alfred Henri Edmond de Perthuis de Laillevault (* 15. Juni 1825 in Pont Parquis; † 10. September 1897 in Neuilly, avenue du Chateau)
- Gaston (Zwillingsbruder von Alfred) (* 15. Juni 1825 in Pont Parquis; starb in seinem Abschluss am Saint Cyr).